# 王珩 (大观进士)
王珩（？—？），字彥楚，明州鄞县人，宋朝政治人物、学者、诗人。

## 生平
宋徽宗大观三年（1109年），考中进士。宋高宗绍兴三年（1133年），任宗正府少卿。宋高宗建炎初年，任京西转运使，任上遇劫寇，头部中刃，遇农舍而避之，情景正如年少时梦到的一样。
七十余岁在乡里与顧文、薛朋龟、汪思温、蔣璿等老友结社唱和，世称“四明五老”。享年八十岁。

## 家族
生于学术世家。父王说，浙东学者。孙王正功为“桂林山水甲天下”的首次提出者。

## 著作
- 《臆说》
- 《经传异同论》
- 《时政更张议》